# Centro de Interpretación Osset Iulia
El Centro de Interpretación Osset Iulia es un museo que expone y explica restos arqueológicos turdetanos, romanos y almohades hallados en San Juan de Aznalfarache durante las obras de la Línea 1 del Metro de Sevilla. Abrió en 2012 y su construcción contó con un presupuesto de 1 millón de euros aportados por la Consejería de Obras Públicas y Vivienda de la Junta de Andalucía. Osset Iulia Constantia fue la denominación de San Juan de Aznalfarache durante la dominación romana de la península ibérica. En la actualidad, el centro se encuentra cerrado de forma habitual, excepto para visitas concertadas de grupos de más de diez personas.